# Bảo Hân
Phạm Bảo Hân (sinh ngày 26 tháng 2 năm 2000) là một nữ diễn viên người Việt Nam. Năm 2019, Bảo Hân được nhiều khán giả biết đến qua vai diễn Ánh Dương trong phim Về nhà đi con và giúp cô đoạt giải "Diễn viên triển vọng" tại Lễ trao giải Cánh diều.

## Tiểu sử
Bảo Hân sinh vào tháng 2 năm 2000, trong một gia đình tại Hà Nội. Năm 2019, Bảo Hân có một vai diễn đầu tiên - Ánh Dương trong phim Về nhà đi con khi đang là sinh viên năm thứ nhất của Trường Đại học Sân khấu – Điện ảnh Hà Nội và đã bắt đầu trở thành diễn viên được khán giả yêu thích.

## Danh sách phim

### Điện ảnh
| Năm (sản xuất) | Tựa đề       | Vai | Chú thích |
| -------------- | ------------ | --- | --------- |
| 2021           | Bình minh đỏ | Sa  |           |

### Truyền hình
| Năm  | Phim                               | Kênh | Vai diễn  | Đạo diễn                          | Nguồn |
| ---- | ---------------------------------- | ---- | --------- | --------------------------------- | ----- |
| 2019 | Về nhà đi con                      | VTV1 | Ánh Dương | Nguyễn Danh Dũng                  |       |
| 2020 | Những ngày không quên              | VTV1 | Ánh Dương | Nguyễn Danh Dũng – Trịnh Lê Phong | [ 5 ] |
| 2021 | Hãy nói lời yêu                    | VTV3 | Tú        | Bùi Quốc Việt                     |       |
| 2022 | Sao phải xoắn                      | VTV3 | Diệu      | Phạm Gia Phương – Trần Trọng Khôi |       |
| 2023 | Không ngại cưới, chỉ cần một lý do | VTV3 | Linh      | Bùi Quốc Việt                     |       |
| 2025 | Những chặng đường bụi bặm          | VTV3 | Chang     | Trịnh Lê Phong                    |       |

## Giải thưởng
| Năm  | Lễ trao giải        | Hạng mục                                       | Đề cử                         | Kết quả   | Chú thích |
| ---- | ------------------- | ---------------------------------------------- | ----------------------------- | --------- | --------- |
| 2019 | Ấn tượng VTV        | Nữ diễn viên ấn tượng                          | Ánh Dương trong Về nhà đi con | Đề cử     | [ 6 ]     |
| 2019 | Giải Cánh diều 2019 | Diễn viên triển vọng                           | Ánh Dương trong Về nhà đi con | Đoạt giải | [ 7 ]     |
| 2022 | Giải Cánh diều 2021 | Nữ diễn viên phụ xuất sắc phim truyện điện ảnh | Sa trong Bình minh đỏ         | Đoạt giải | [ 8 ]     |